# Shigenari Toshiya
Toshiya Shigenari (sinh ngày 11 tháng 9 năm 1990) là một cầu thủ bóng đá người Nhật Bản.

## Sự nghiệp câu lạc bộ
Toshiya Shigenari đã từng chơi cho FC Gifu.